# Alexandros Theofilakis
Alexandros Theofilakis (griechisch Ἀλέξανδρος Θεοφιλάκης, *1877 in Sparta) war ein griechischer Sportschütze, der an sechs Olympischen Spielen teilnahm. Er ist der ältere Bruder von Ioannis Theofilakis, mit dem er gemeinsam bei vielen olympischen Schießwettbewerben teilgenommen hat.

## Ergebnisse
| Jahr | Wettbewerb                         | Platz         | Punkte                  | Bemerkung      |
| ---- | ---------------------------------- | ------------- | ----------------------- | -------------- |
| 1896 | Freies Gewehr 300 Meter            | nicht bekannt | nicht bekannt           |                |
| 1906 | Freie Pistole 25 Meter             | 8             | 30 Treffer 235 Punkte   |                |
| 1906 | Freie Pistole 50 Meter             | 11            | 29 Treffer 196 Punkte   |                |
| 1906 | 1873er-Gewehr 20 Meter             | 10            | 30 Treffer 193 Punkte   |                |
| 1906 | Dienstrevolver                     | 2             | 30 Treffer 240 Punkte   | Silbermedaille |
| 1906 | Schnellschuss 20 Meter             | DNF           |                         | nicht beendet  |
| 1906 | Schnellschuss 25 Meter             | 14            | 20 Treffer 89 Punkte    |                |
| 1906 | freies Gewehr Mannschaft           | 4             | 467 Treffer 2986 Punkte | Letzter        |
| 1906 | freies Gewehr                      | 14            | 30 Treffer 215 Punkte   |                |
| 1906 | 1873er-Gewehr 200 Meter            | 13            | 27 Treffer 158 Punkte   |                |
| 1906 | Militärgewehr 300 Meter            | 20            | 28 Treffer 186 Punkte   |                |
| 1908 | freie Pistole 50 Yards             | 26            | 409                     |                |
| 1908 | freie Pistole Mannschaft           | 7             | 1576                    | Letzter        |
| 1908 | freies Gewehr Mannschaft           | 9             | 3789                    | Letzter        |
| 1908 | freies Gewehr 1000 Yards           | 45            | 30                      |                |
| 1908 | Militärgewehr Mannschaft           | 7             | 1999                    |                |
| 1912 | freie Pistole                      | 47            | 369                     |                |
| 1912 | freie Pistole Mannschaft           | 5             | 1731                    | Letzter        |
| 1912 | Schnellschuss                      | 33            | 27 Treffer 242 Punkte   |                |
| 1912 | Militärgewehr 300 Meter            | 67            | 69                      |                |
| 1912 | Militärgewehr 600 Meter            | 68            | 66                      |                |
| 1912 | Militärgewehr Mannschaft           | 7             | 1445                    |                |
| 1920 | Schnellschuss Mannschaft           | 2             | 1285                    | Silbermedaille |
| 1920 | freie Pistole Mannschaft           | 4             | 2240                    |                |
| 1920 | freies Gewehr Mannschaft           | 13            | 3901                    |                |
| 1920 | Militärgewehr 300 Meter Mannschaft | 11            | 270                     |                |
| 1920 | Militärgewehr 600 Meter Mannschaft | 7             | 270                     |                |
| 1920 | Kombination Mannschaft             | 7             | 553                     |                |
| 1924 | Schnellschuss                      | 29            | 16                      |                |
| 1924 | Freies Gewehr                      | 48            | 74                      |                |
| 1924 | Freies Gewehr Mannschaft           | 12            | 526                     |                |
| 1924 | Kleinkaliber                       | 60            | 358                     |                |